# Фалисек, Чет
Чет Фа́лисек (англ. Chet Faliszek; род. 1965) — американский сценарист компьютерных игр. Известен работой в компании Valve, где был одним из ведущих сценаристов наряду с Эриком Уолпоу и Марком Лэйдлоу. Совместно с ними писал сценарий для серий Half-Life и Portal, а также самостоятельно написал сюжет Left 4 Dead. Также совместно с Уолпоу вёл сатирический сайт Old Man Murray, закрывшийся в 2002 году. В мае 2017 года покинул Valve после 12 лет работы.

## Работы
| Год  | Название                         | В роли    |
| ---- | -------------------------------- | --------- |
| 2006 | Half-Life 2: Episode One         | Сценарист |
| 2007 | Portal                           | Сценарист |
| 2007 | Half-Life 2: Episode Two         | Сценарист |
| 2008 | Left 4 Dead                      | Сценарист |
| 2009 | Left 4 Dead 2                    | Сценарист |
| 2011 | Portal 2                         | Сценарист |
| 2012 | Counter-Strike: Global Offensive | Сценарист |